# هاياتو أوتاني
هاياتو أوتاني (باليابانية: 大谷 駿斗) (مواليد 17 يناير 1997) هو لاعب كرة قدم ياباني.

## وصلات خارجية
- هاياتو أوتاني على موقع رابطة كرة القدم اليابانية للمحترفين (اليابانية)
- هاياتو أوتاني على موقع قاعدة بيانات كرة القدم.إي يو (الإنجليزية)
- هاياتو أوتاني على موقع Soccerway.com (الإنجليزية)
- هاياتو أوتاني على موقع عالم كرة القدم.نت (الإنجليزية)